# Ildus Sadykow
Ildus Charisowicz Sadykow (ros. Ильдус Харисович Садыков, ur. 28 listopada 1932 w rejonie siewiero-jenisiejskim w Kraju Krasnojarskim, zm. 2001) - przewodniczący Rady Ministrów Tatarskiej ASRR (1982-1985).
Ukończył Kazański Instytut Chemiczno-Technologiczny, pracował jako inżynier mechanik, był mechanikiem warsztatu, szefem warsztatu, zastępcą głównego inżyniera i głównym inżynierem fabryki w Kazaniu. Od 1961 członek KPZR, przewodniczący partyjnego komitetu fabrycznego w kazańskiej fabryce, 1966-1969 I sekretarz nadwołżańskiego rejonowego komitetu KPZR w Kazaniu, 1969-183 I sekretarz Komitetu Miejskiego KPZR w Niżniekamsku. Od października 1982 do 1985 premier Tatarskiej ASRR, 1985-1991 dyrektor Wszechzwiązkowego Instytutu Naukowo-Badawczego Surowca Węglowodorowego. Deputowany do Rady Najwyższej Tatarskiej ASRR 4 kadencji i Rady Najwyższej RFSRR 2 kadencji.
Odznaczony Orderem Rewolucji Październikowej, dwoma Orderami Czerwonego Sztandaru Pracy i medalami.